# Sentimientos & negocios
Sentimientos & negocios es el nombre del séptimo álbum independiente del rapero mexicano C-Kan. Fue lanzado en el año 2009 por el sello discográfico Mastered Trax Latino.

## Lista de canciones
| N.º | Título                                                | Duración |  |
| 1.  | «Mandales Fire»                                       | 4:34     |  |
| 2.  | «Un Minuto Más» (feat. Ñengo, Centeno)                | 4:39     |  |
| 3.  | «G-Code» (feat. Bodka 37)                             | 2:37     |  |
| 4.  | «Lagrimas»                                            | 3:36     |  |
| 5.  | «Los Gajes del Oficio»                                | 4:07     |  |
| 6.  | «Tengo»                                               | 2:30     |  |
| 7.  | «El Bisne Por Mi Zona» (feat. Bodka 37, Masta Blasta) | 3:53     |  |
| 8.  | «Si Anda de Bocón»                                    | 3:18     |  |
| 9.  | «Como Tú»                                             | 4:01     |  |
| 10. | «No Quiero Amarte»                                    | 2:54     |  |
| 11. | «About Me» (feat. Bodka 37)                           | 3:01     |  |
| 12. | «Voy A Esperar»                                       | 4:14     |  |
| 13. | «Jodanse Colegas»                                     | 2:48     |  |
| 14. | «Te Llore»                                            | 4:02     |  |
| 15. | «Así Fue»                                             | 3:22     |  |
| 16. | «Across The Room»                                     | 3:46     |  |
| 17. | «Entonces»                                            | 4:05     |  |
| 18. | «No Es Lo Quiera Hacer»                               | 2:54     |  |
| 19. | «Outro»                                               | 3:58     |  |
| 20. | «Quítate La Ropa» (feat. Rigo Luna)                   | 3:22     |  |